# Escultura abstracta
Escultura abstracta es la realizada según las convenciones del arte abstracto; es la escultura no figurativa.
A diferencia de la mayor parte de las producciones de pintura abstracta, la escultura abstracta se basa en la tridimensionalidad, apoyada en los recursos tradicionales de la escultura, como son la textura y las formas geométricas, marcadas o matizadas. El color a veces puede alcanzar un gran protagonismo. El hecho de que una parte de los pintores abstractos experimenten con la inclusión de texturas extremas, les llevó a la denominada pintura matérica, el espacialismo (Lucio Fontana) y la escultopintura (Gerardo Rueda), donde las fronteras entre pintura y escultura se difuminan.
Algunos recursos muy poco usados en la escultura tradicional, como el movimiento y la luz, han sido utilizados de forma destacada en algunos movimientos artísticos vinculados a la escultura abstracta: arte cinético (Marcel Duchamp, Alexander Calder) y light art (Dan Flavin, Olafur Eliasson).
Entre los principales escultores que han desarrollado obra abstracta se encuentran Constantin Brancusi, Henry Moore o Richard Serra.

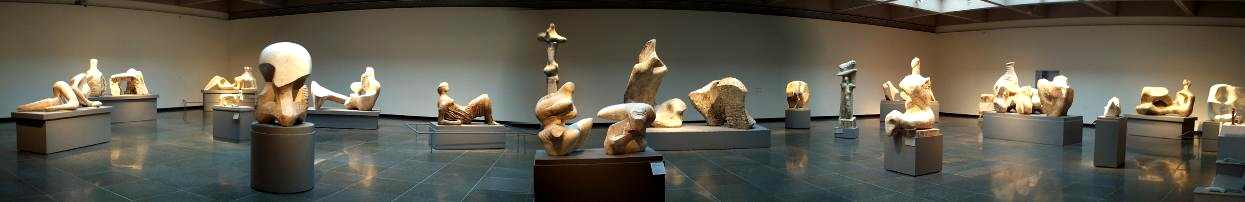
Esculturas de Henry Moore, parte de ellas figurativas, y otras en distinto grado de abstracción.

## Escultura abstracta en España
La escultura abstracta española, que se había originado en el periodo de entreguerras (Julio González, Alberto Sánchez Pérez) fue especialmente importante en la España del franquismo (Pablo Serrano, Eusebio Sempere, Pablo Palazuelo, Martín Chirino, Andreu Alfaro y el grupo de escultores vascos Eduardo Chillida, Jorge Oteiza y Agustín Ibarrola), llegando a tener una destacada presencia institucional al final del periodo, a pesar de las resistencias iniciales (Museo de escultura al aire libre del Paseo de la Castellana, Madrid).

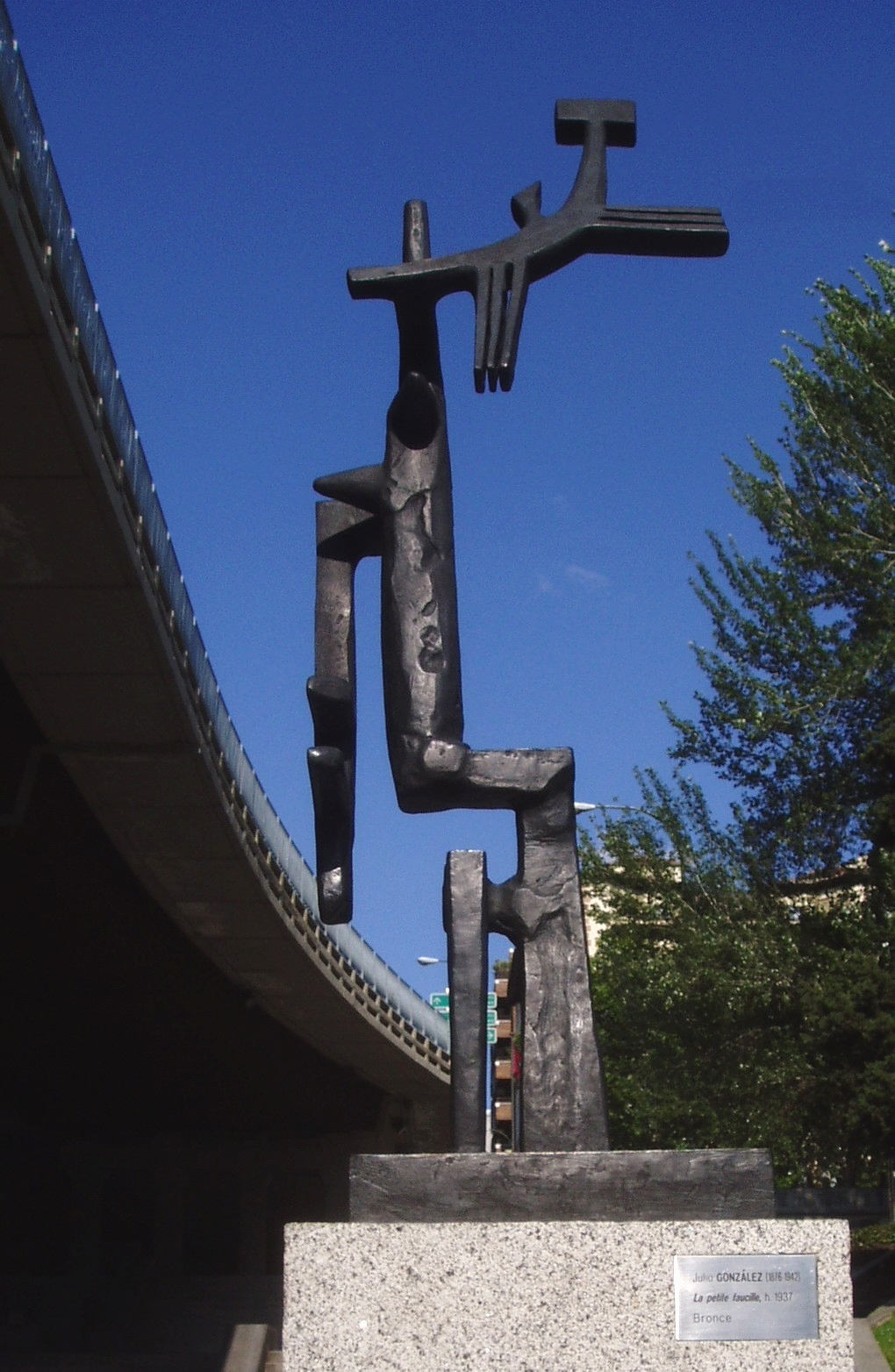
La petite faucille, de Julio González.
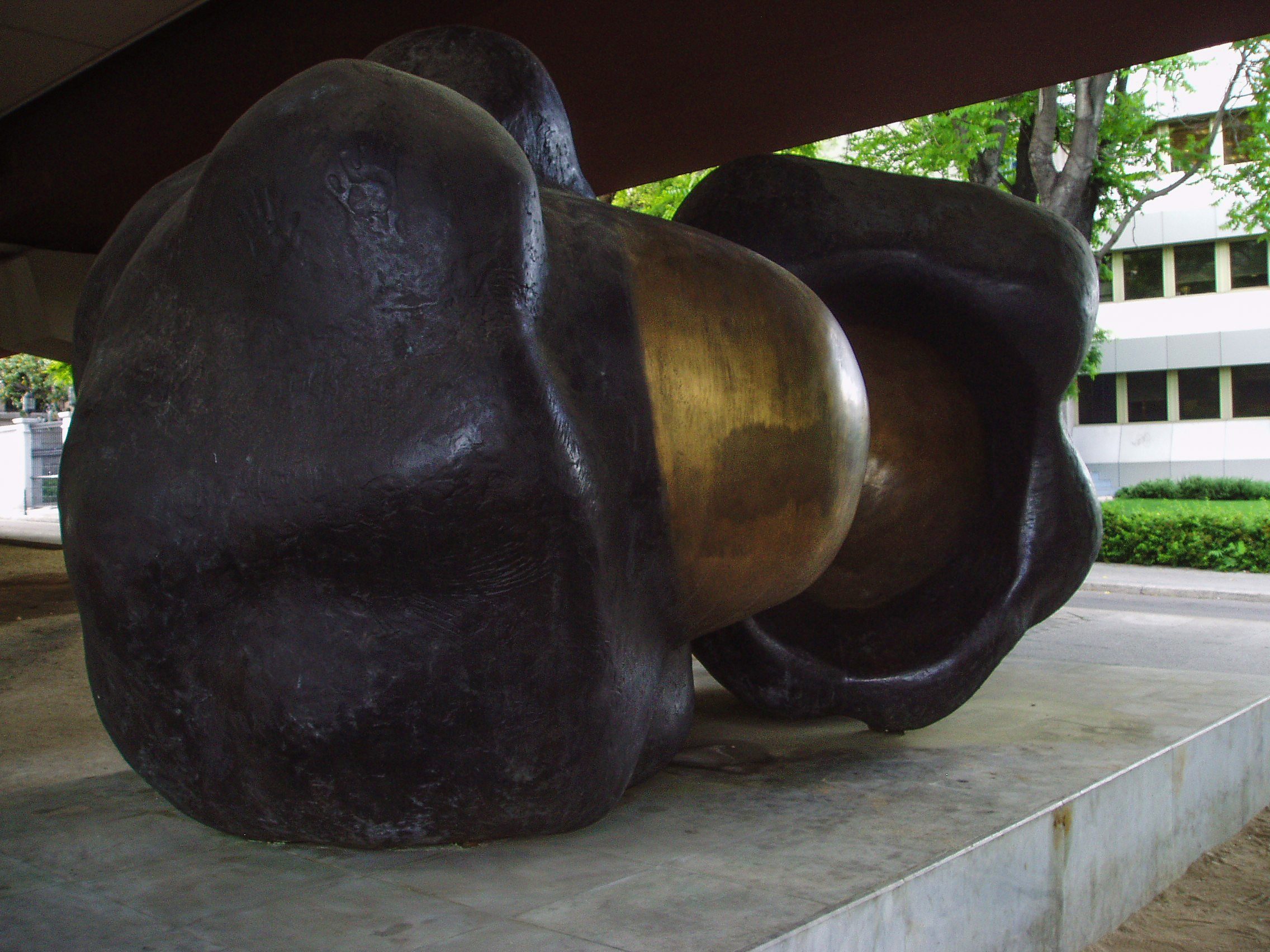
Unidades-Yunta, de Pablo Serrano.
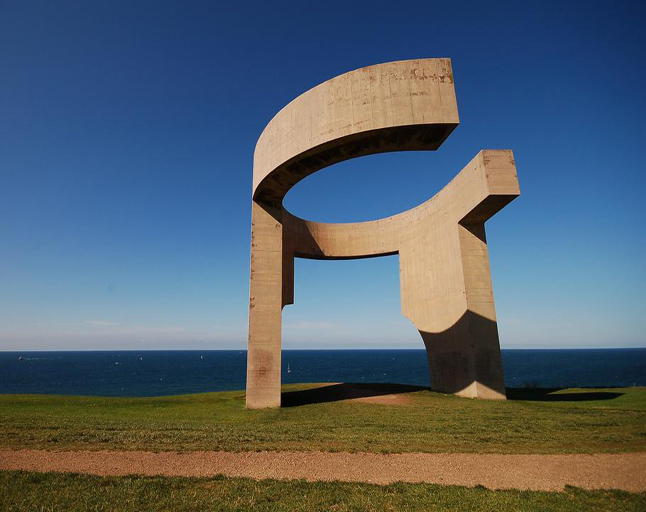
Elogio del horizonte, de Eduardo Chillida.
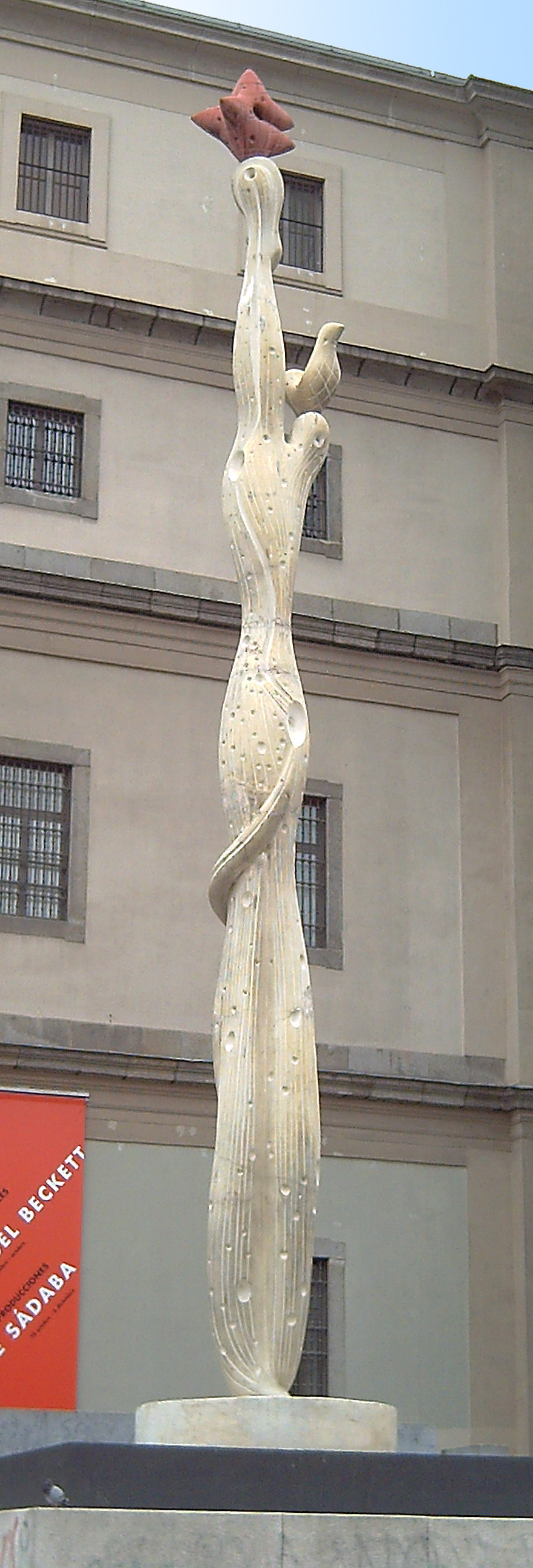
El pueblo español tiene un camino que conduce a una estrella, de Alberto Sánchez, 1937.